# Barbara Strass
Barbara Strass (født 26. maj 1974 i Wien) er en tidligere østrigsk international håndboldspiller, samt EM og VM-bronzemedaljevinder og OL-deltager.
Strass har den østrigske rekord for flest internationale kampe med 272.

## Meritter
- Women Handball Austria:
  - Vinder: 1993, 1994, 1995, 1996, 1997

- ÖHB Cup:
  - Vinder: 1993, 1994, 1995, 1996, 1997

- Bundesliga:
  - Vinder: 2005, 2007

- DHB-Pokal:
  - Vinder: 2004, 2005

- EHF Champions League:
  - Vinder: 1993, 1994, 1995

- EHF Challenge Cup:
  - Vinder: 2004